# 格蘭德里弗鎮區 (密蘇里州戴維斯縣)
格蘭德里弗鎮區（英語：Grand River Township）是位於美國密蘇里州戴維斯縣的一個行政鎮區。

## 地方資料
格蘭德里弗鎮區的面積為137.38平方千米，當中陸地面積為136.09平方千米，而水域面積為1.28平方千米。根據2020年美國人口普查的數據，當地共有人口321人，而人口密度為每平方千米2.34人。